# Allison Moorer
Allison Moorer, född 21 juni 1972 i Mobile, Alabama, är en amerikansk sångerska och låtskrivare inom countrygenren. Hon är yngre syster till Shelby Lynne. 
Moorer föddes i Mobile i Alabama och växte sedan upp på flera andra, mindre orter i samma delstat. Hennes föräldrar sysslade också med musik, fadern som bandledare och modern som sånglärare. Fadern var alkoholiserad och sköt modern och sedan sig själv 1985, varpå systrarna fick flytta in hos släktingar. Efter high school flyttade Moorer till Nashville. Hennes syster hade flyttat dit tidigare. Hon skivdebuterade 1998 med Alabama Song. Hon framförde låten "A Soft Place to Fall" i filmen Mannen som kunde tala med hästar och nominerades för en Oscar för bästa sång. 
2005 gifte hon sig med Steve Earle som producerade hennes skiva Getting Somewhere. Hennes skiva, Crows, producerades av R.S. Field som även spelar trummor på albumet.

## Diskografi
Studioalbum
- 1998 – Alabama Song
- 2000 – The Hardest Part
- 2002 – Miss Fortune
- 2003 – Show
- 2004 – The Duel
- 2006 – Getting Somewhere
- 2008 – Mockingbird
- 2010 – Crows
- 2010 – Crows Acoustic
- 2015 – Down to Believing
- 2017 – Not Dark Yet (med Shelby Lynne)

Samlingsalbum
- 2005 - The Definitive Collection
- 2008 - The Ultimate Collection

Singlar (topp 100 på Billboard Hot Country Songs)
- 1998 – "A Soft Place to Fall" (#73)
- 1998 – "Set You Free" (#72)
- 2000 – "Send Down an Angel" (#66)
- 2001 – "Think It Over" (#57)